# Ižora
Ižora, u nekim ispravama nazivana i Inger, je rijeka u Rusiji, glavna pritoka rijeke Neve, na njenom toku kroz Ingriju/Ingermanland u sjeverozapadnoj Rusiji, od jezera Ladoge do Finskog zaljeva.
Gradić Ust-Ižora ("ušće Ižore") se nalazi na ušću Ižore u Nevu, na pola puta između Petrograda i Schlisselburga. 
Ova rijeka je bila najdalji doseg švedskih snaga na tom području ikad, od vikinškog doba i vremena nevolja.
Dugačka je 76 km. Vodu povlači većinom iz podzemnih izvora, otopljenog snijega i kišnice. Podzemna opskrba vodom je Ižori jaka i ljeti i zimi, i nikad ne presušiva niti se ne zamrzava.